# Bergouey
Bergouey är en kommun i departementet Landes i regionen Nouvelle-Aquitaine i sydvästra Frankrike. Kommunen ligger i kantonen Mugron som tillhör arrondissementet Dax. År 2022 hade Bergouey 109 invånare.

## Befolkningsutveckling
Antalet invånare i kommunen Bergouey
Referens:INSEE